# Чубут (река)
Река Чубут (шп. Río Chubut, вел. Afon Camwy) налази се у регији Патагонија на југу Аргентине. Име јој потиче од речи из теуелче језика chupat, што значи „провидно“. По њој је названа аргентинска провинција Чубут, кроз коју тече река. Велшки досељеници реку су звали „Afon Camwy“, што значи „увијена река“. 
Река је углавном плитка и проток њене воде може варирати од 4 до 400 м³/с између суше и поплаве. Просечни проток је око 60 м³/с. 
Поплаве су земљиште поред реке учиниле плодним и важним за пољопривреду. Река има велики значај за пољопривредну и општу економију покрајине. Било је неколико покушаја стварања брана у близини два насеља Раусон и Гаиман. Река Чубут има врло ретку карактеристику јер је виша од копна око себе које је углавном суво. Узгој пшенице био је главна култура и ослонац пољопривредних и комерцијалних ресурса Патагоније. У то доба досељеници су се борили са финансијама јер су користили стерлинге, којих је било врло мало. 
Пшеница и јечам постали су доступнији материјал за трговину. Контрола воде за наводњавање постала је још важнија за новопридошле насељенике којима су додељене парцеле земље или „чакре“ које је аргентинска влада издала у доњем делу долине. 1882. године, након врло лоше жетве 1881. године, шема канала за наводњавање из новог канала обезбедила би доследно заливање усева и решила хировитости протока Чубута. Ово је било кључно за опстанак читаве долине Чубут. 
Изградњу канала и система за наводњавање надгледао је млади Велшанин Е.Ј. Вилијамс. Његово прецизно планирање створило је детаљан систем канала у складу са договореном величином и структуром накнада са насељеницима. Ови земљопоседници су сами ископали канале једноставним алатима.
Река је такође популарно одредиште за риболов пастрмке. . 

## Ток
Река тече приближно 800 км према истоку, од Анда до Атлантског океана, изливајући се у заливу Енгано близу Раусона. Главни крак Чубута потиче из Карераса, провинција Рио Негро, а њен слив покрива велико подручје западног андског подножја између Барилочеа и Ескуела. Напаја је и река Чико. Бројне притоке се спајају на малој удаљености пре малог града Пиедра Парада, где терен постаје равница карактеристична за аргентинску Патагонију. Тече на исток и пролази поред града Пасо дел Сапо, где скреће према југоистоку кроз релативно ненасељени централни Чубут. Наилази на аутопут 25 и поново скреће на исток. 

## Хидроенергија
255 м дуга бетонска брана блокира реку око 120 км западно од Трелева. Ову брану, названу по палеонтологу Флорентину Амегину, 1943. године пројектовао је инжењер Антонио Доминго Пронсато; рад је започет 19. априла 1963. Вештачко језеро се простире на 70 км². Постројење, које користи 56 м висок водопад са протоком од 150 м³/с и три турбине, пружа енергију градовима Пико Трункадо, Калета Оливија, Комодоро Ривадавија и нижој долини Чубут. 

## Историја
У 19. веку су велшки досељеници стигли у Чубут и основали колонију (шпански: Colonia Gales) у долини реке Чубут. Данас су велшки језик и велшке чајџинице уобичајени у неколико градова, од којих многи имају велшка имена. Долавон и Трелев су примери велшких градова.